# Залужанське газоконденсатне родовище
Залужанське газоконденсатне родовище — газоконденсатне родовище в Україні, середнє за розмірами початкових балансових запасів, яке належить до Більче-Волицького нафтогазоносного району Передкарпатської нафтогазоносної області Західного нафтогазоносного регіону України. Родовище є одним з п'яти газоконденсатних родовищ Львівської області

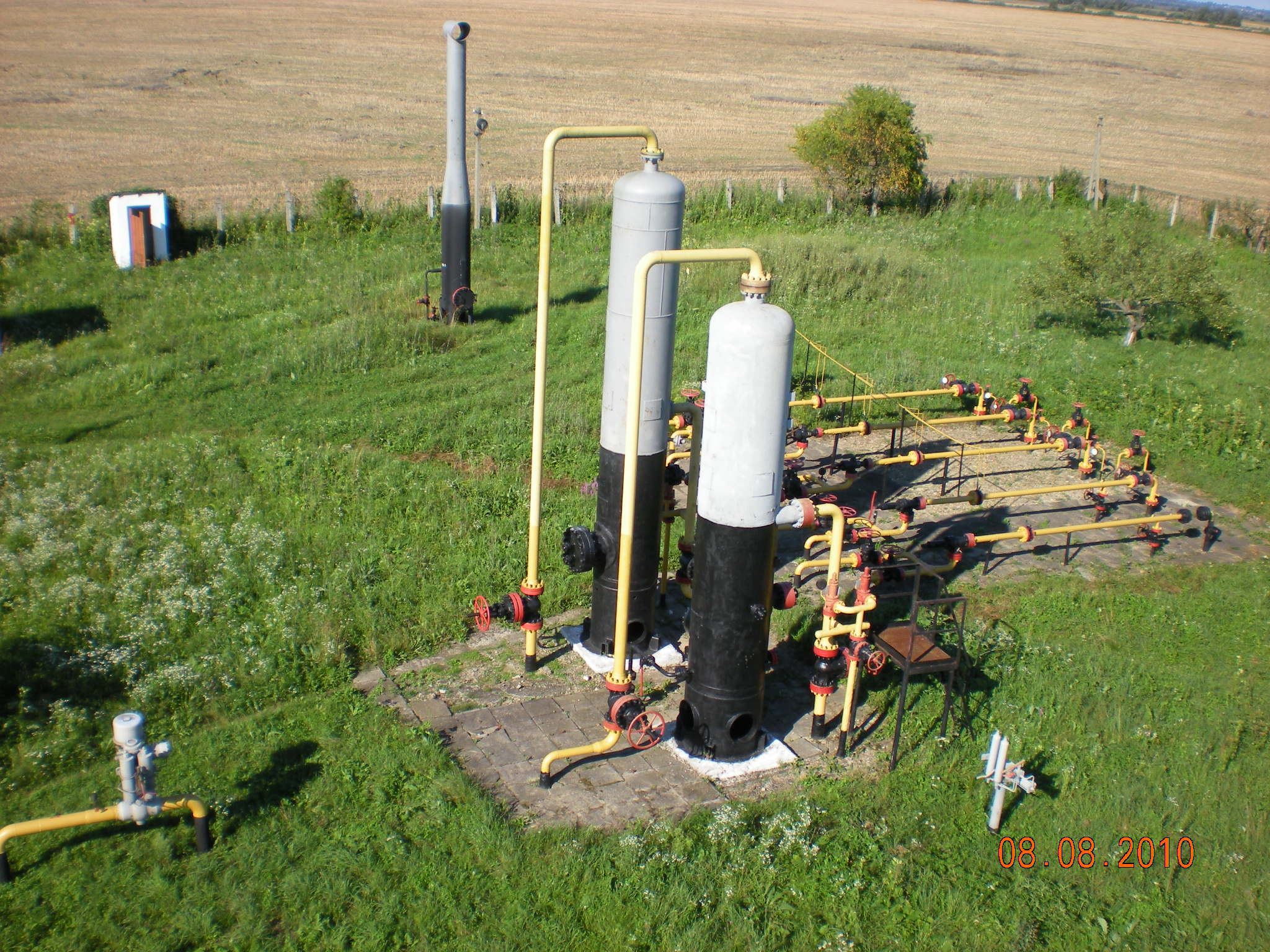
УППГ-1 «Залужани» (УППГ — установка попередньої підготовки газу)

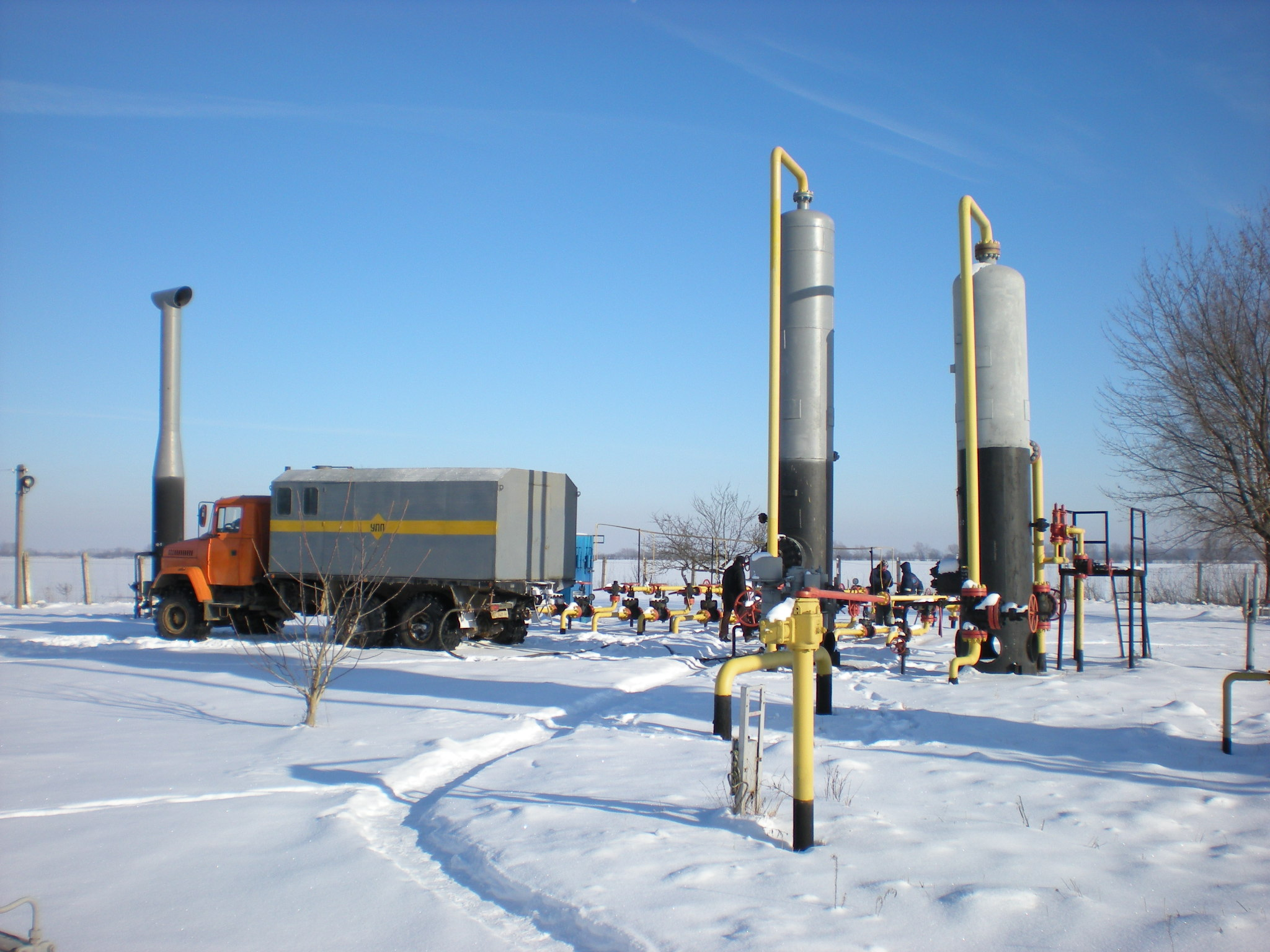
УППГ-1 «Залужани» взимку

## Розташування
Розташоване у Львівській області на відстані 16 км від м. Самбір на території села Залужани, а також Гординя, Велика та Мала Білина. Знаходиться у Крукеницькій підзоні Більче-Волицької зони Передкарпатського прогину.

## Структура
Структура виявлена у 1966 роках у межах Північно-Залужанської площі в підгіпсових та надгіпсових (косівська світа) відкладах. У сарматських та баденських утвореннях структура є найбільш зануреною на антиклінальній лінії складок, що простягається вздовж насуву Самбірської зони, у північно-західному напрямку до українсько-польського кордону. Підняття являє собою брахіантикліналь розмірами по горизонту НД-5 по ізогіпсі -1450 м 4,9х2,35 м, висота 25 м, а по горизонту НД-15 її розміри по ізогіпсі становлять — 3060 м 5,3х2,6 м, висота 60 м. Газовий конденсат є лише в горизонті НД-15, гелій — НД-6 (0,004 %) та НД-7 (0,007 %), водень — НД-5 (0,01 %).
та НД-9 (0,47 %).
Поклади родовища заповнювались глибинними газами поетапно, починаючи з колекторів верхніх горизонтів.
У родовищі 13 газових покладів розташовані на глибинах понад 1 км (до 3,7км) при температурах від 36 до 111 ◦C.
Продуктивні горизонти Залужанського родовища складені тонким перешаруванням глин, пісковиків, алевролітів залягання яких має лінзовидний характер.

## Технічні дані
Родовище розвідане трестом «Львівнафтогазрозвідка». Перший промисловий приплив газу отримано з відкладів нижнього сармату з інт. 2135—2190 м у 1969 р.
Поклади пластові, склепінчасті, деякі також літологічно обмежені.
Експлуатується з 1975 року. Комплексною розробкою Залужанського родовища займатиметься ПАТ «Укргазвидобування». На Залужанському газоконденсатному родовищі пробурено та підключено 3 експлуатаційні свердловини: № 55, № 57, № 58, а також пошукову свердловину 202. Видобутий газ поступає на УППГ-1 та УППГ-2 (з'єднані між собою внутрішньопромисловим газогоном), де очищається і проходить заміри.
УППГ-1 призначена для збору та попереднього підготування газу Залужанського родовища, шляхом очищення від механічних домішок та вологи, з подальшою подачею його в промисловий газогін Комарно—Самбір, на ДКС
Комарно, де після компримування подається споживачам для промислових та комунальних потреб.
УППГ-2 призначена для збору та підготування газу Залужанського родовища шляхом очищення від механічних домішок та вологи та подачі його у промисловий газогін до УППГ-І Залужанського родовища і через АГРС-3 Велика Білина — споживачам вугазотранспортну систему Самбірського УЕГГ ВАТ «Львівгаз».
Режим покладів газовий. Запаси початкові видобувні категорій А+В+С1: газу — 27938 млн. м³; конденсату — 159 тис. т.
Від початку експлуатації Залужанського газоконденсатного родовища, з нього видобуто 4 800,8 млн м³ газу (13,6 % від усіх запасів родовища).
Характеристика покладів газу Залужанського ГКР
| Горизонт | Глибина (м) | Мнвод (г/дм3) | Пористість (%) | Запаси газу (млн м³) | Вміст СН4 (%)   | Пластовий тиск води | Осмотичний напір води |
| -------- | ----------- | ------------- | -------------- | -------------------- | --------------- | ------------------- | --------------------- |
| ВД-13    | 1080        | 21,9          | 21,7           | 2531                 | 98,38           | 10,7                | 36,5                  |
| НД-5     | 1700        | 38,1          | 18,0           | 4624                 | 96,70           | 16,8                | 54                    |
| НД-6     | 1840        | 35,4          | 13,6           | 68                   | 92,31           | 19,2                | 59,5                  |
| НД-7     | 1920        | 42,4          | 16,3           | 1416                 | 95,87           | 20,0                | 61,5                  |
| НД-8     | 2050        | 23,3          | 14,7           | 1760                 | 96,78           | 21,7                | 67,5                  |
| НД-9     | 2350        | 20,1          | 15,3           | 5008                 | 96,08           | 24,3                | 77                    |
| НД-10    | 2510        | 17,1          | 13,5           | 365                  | 97,58           | 25,9                | 81,5                  |
| НД-11    | 2670        | 18,06         | 13,4           | 345                  | 96,70           | 27,5                | 86                    |
| НД-12А   | 2800        | 15,1          | 14,0           | 200                  | 93,14           | 29,3                | 89,5                  |
| НД-12Б   | 2700        | 16,0          | 14,1           | 2026                 | 98,47           | 32,5                | 93                    |
| НД-13А   | 2990        | 17,8          | 13,0           | 2250                 | 95,73           | 39,5                | 97                    |
| НД-13Б   | 3150        | 21,4          | 13,3           | 2285                 | 94,81           | 47,0                | 101,5                 |
| НД-15    | 3280        | 30,01         | 14,0           | 5062                 | 94,33           | 55,1                | 111                   |
| Загалом  |             |               |                | 27938                | 26863 (96,10 %) |                     |                       |